# Saleich
Saleich est une commune française située dans le sud du département de la Haute-Garonne en région Occitanie.
Sur le plan historique et culturel, la commune est dans le pays de Comminges, correspondant à l’ancien comté de Comminges, circonscription de la province de Gascogne située sur les départements actuels du Gers, de la Haute-Garonne, des Hautes-Pyrénées et de l'Ariège. Exposée à un climat océanique altéré, elle est drainée par le ruisseau de la Hage et par divers autres petits cours d'eau.
Saleich est une commune rurale qui compte 337 habitants en 2022, après avoir connu un pic de population de 1 621 habitants en 1846. Ses habitants sont appelés les Saleichois ou  Saleichoises.

## Géographie

### Localisation
La commune, riveraine du département de l'Ariège à l’est, est située dans les Pyrénées centrales, en Comminges à 28 km au sud-est de Saint-Gaudens, à 20 km à l'ouest-nord-ouest de Saint-Girons.
La commune est limitrophe du parc naturel régional des Pyrénées ariégeoises à l'est.

### Communes limitrophes
Saleich est limitrophe de sept autres communes dont une en Ariège.Les communes limitrophes sont  Castagnède, Castelbiague, Francazal, His, Mauvezin-de-Prat, Montgaillard-de-Salies et Urau.
| Montgaillard-de-Salies | His     | Castagnède                |
| Castelbiague           | Saleich | Mauvezin-de-Prat (Ariège) |
| Urau                   |         | Francazal                 |

### Géologie
Saleich fait partie d'un ensemble karstique qui s'étend sur plus de 24 000 ha, de Milhas en Haute-Garonne jusqu'à Montgauch et Moulis en Ariège. Celui-ci comprend d'est en ouest le massif de l'Estélas, le massif d'Arbas et le massif de Milhas. Cet ensemble est formé de diverses zones, dont la zone commingeoise au nord-ouest, la zone ultra-commingeoise dans le massif d'Arbas, et la zone ariégeoise à l'est.[source insuffisante]
Le village se trouve dans une zone de sismicité d'aléa modéré, selon la nouvelle carte.[réf. nécessaire]

### Hydrographie

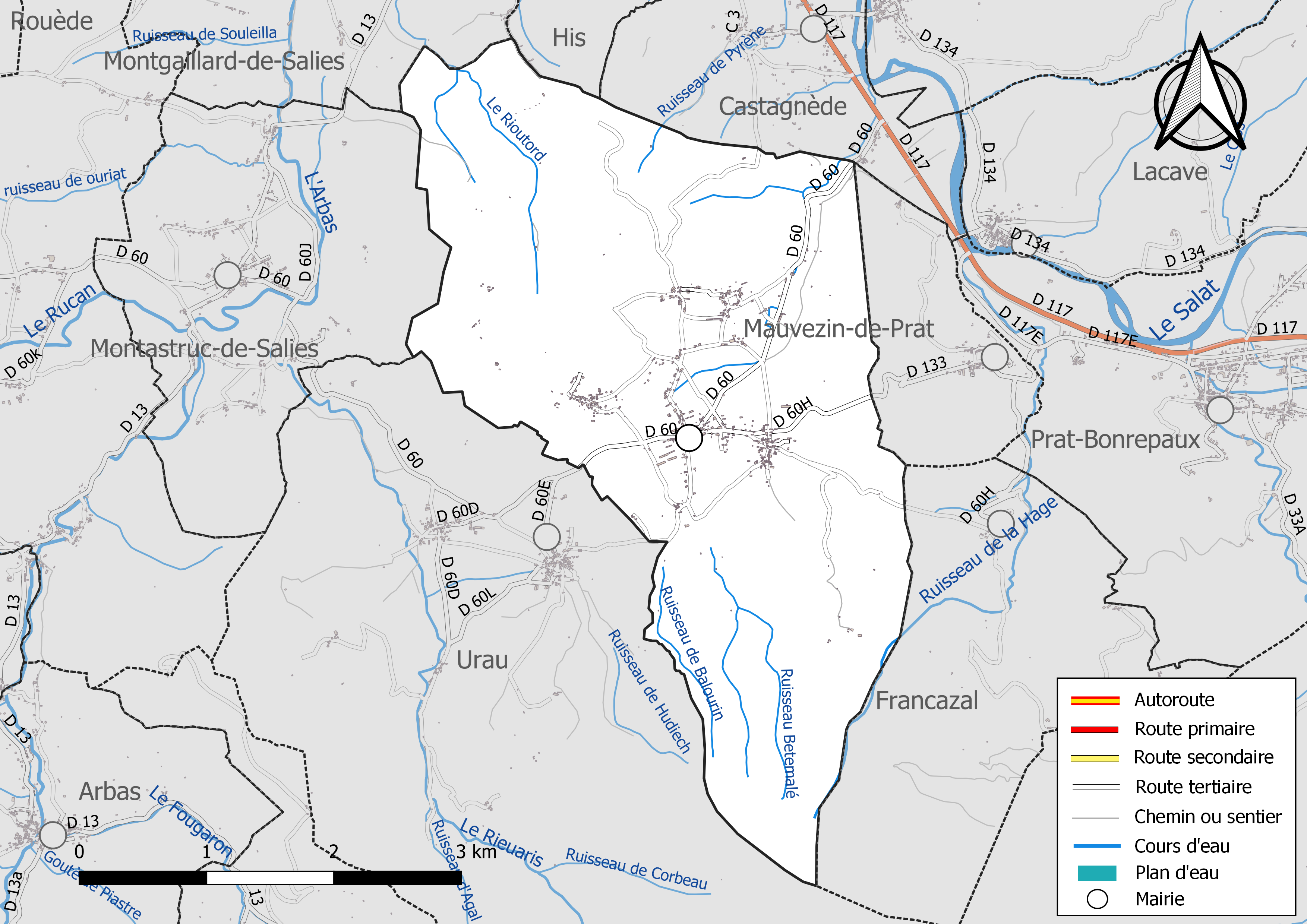
Réseaux hydrographique et routier de Saleich.

La commune est dans le bassin de la Garonne, au sein du bassin hydrographique Adour-Garonne. Elle est drainée par le ruisseau de la Hage, le Rioutord, le ruisseau Betemalé, le ruisseau de Balourin, le ruisseau de l'Espone, le ruisseau de Pyrène, le ruisseau Riou Médan et par deux petits cours d'eau, constituant un réseau hydrographique de 13 km de longueur totale,.

### Climat
Pour des articles plus généraux, voir Climat de l'Occitanie et Climat de la Haute-Garonne.
En 2010, le climat de la commune est de type climat océanique altéré, selon une étude s'appuyant sur une série de données couvrant la période 1971-2000. En 2020, Météo-France publie une typologie des climats de la France métropolitaine dans laquelle la commune est exposée à un climat de montagne ou de marges de montagne et est dans la région climatique  Pyrénées centrales, caractérisée par une pluviométrie annuelle de 1 000 à 1 200 mm.
Pour la période 1971-2000, la température annuelle moyenne est de 12,4 °C, avec une amplitude thermique annuelle de 14,6 °C. Le cumul annuel moyen de précipitations est de 934 mm, avec 9,9 jours de précipitations en janvier et 7 jours en juillet. Pour la période 1991-2020, la température moyenne annuelle observée sur la station météorologique la plus proche, située sur la commune de Palaminy à 21 km à vol d'oiseau, est de 13,2 °C et le cumul annuel moyen de précipitations est de 715,2 mm,. Pour l'avenir, les paramètres climatiques de la commune estimés pour 2050 selon différents scénarios d'émission de gaz à effet de serre sont consultables sur un site dédié publié par Météo-France en novembre 2022.

## Urbanisme

### Typologie
Au 1er janvier 2024, Saleich est catégorisée commune rurale à habitat dispersé, selon la nouvelle grille communale de densité à sept niveaux définie par l'Insee en 2022.
Elle est située hors unité urbaine et hors attraction des villes,.

### Occupation des sols
L'occupation des sols de la commune, telle qu'elle ressort de la base de données européenne d’occupation biophysique des sols Corine Land Cover (CLC), est marquée par l'importance des forêts et milieux semi-naturels (61,6 % en 2018), une proportion identique à celle de 1990 (61,6 %). La répartition détaillée en 2018 est la suivante :
forêts (57,4 %), prairies (18,4 %), zones agricoles hétérogènes (18,1 %), milieux à végétation arbustive et/ou herbacée (4,1 %), zones urbanisées (1,9 %). L'évolution de l’occupation des sols de la commune et de ses infrastructures peut être observée sur les différentes représentations cartographiques du territoire : la carte de Cassini (XVIIIe siècle), la carte d'état-major (1820-1866) et les cartes ou photos aériennes de l'IGN pour la période actuelle (1950 à aujourd'hui).

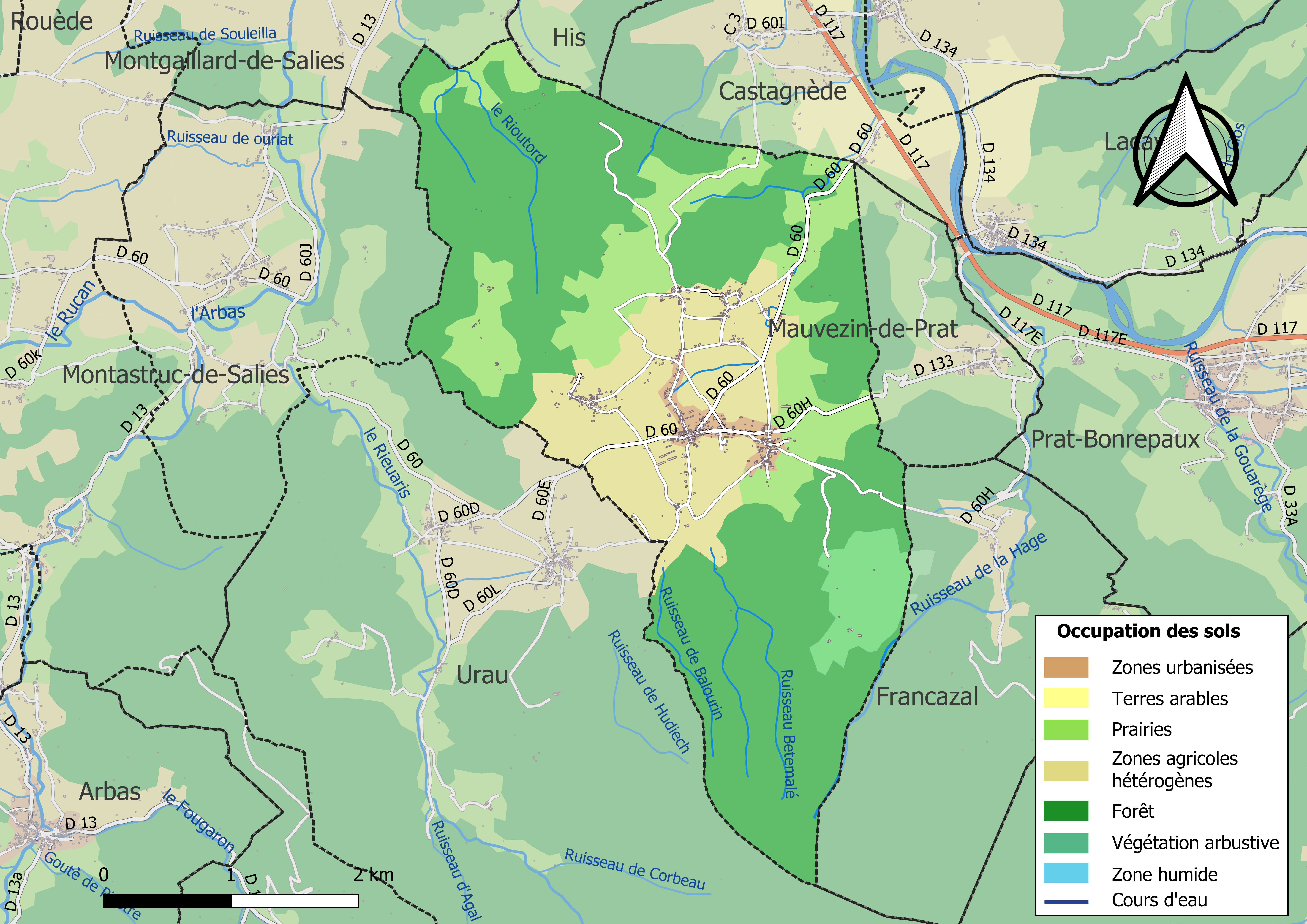
Carte des infrastructures et de l'occupation des sols de la commune en 2018 (CLC).

### Hameaux
L'habitat dispersé du village est constitué de divers hameaux et de quelques fermes isolées : le Château - le Castet, Saleich vieille - Saleix Bielo, Gérus, Artihaguère, Montégut, Chaq, l’Église - St-Pé, la Borie - Laborio, le Pouech, le Moulin du Milieu - Molo det Miey, le Moulin du Loup - Molos dou Loup, le Palion - Palioun, le Sarraut - Sarraout, Pyrène, Boudigasses.

### Voies de communication et transports
Par la route : accès par l'A64, sortie :  20 et prendre la D 117 direction Saint-Girons et à la sortie de Castagnède, prendre à droite la (D 60),.
Dessertes de la ligne par autocar de Boussens à Saint-Girons complétée par la ligne régionale de bus de Toulouse à Saint-Girons.

### Risques majeurs
Le territoire de la commune de Saleich est vulnérable à différents aléas naturels : météorologiques (tempête, orage, neige, grand froid, canicule ou sécheresse), feux de forêts et séisme (sismicité modérée). Un site publié par le BRGM permet d'évaluer simplement et rapidement les risques d'un bien localisé soit par son adresse soit par le numéro de sa parcelle.
Un plan départemental de protection des forêts contre les incendies a été approuvé par arrêté préfectoral du 25 septembre 2006. Saleich est exposée au risque de feu de forêt du fait de la présence sur son territoire des massifs des piémonts des Pyrénées et des Pyrénées. Il est ainsi défendu aux propriétaires de la commune et à leurs ayants droit de porter ou d’allumer du feu dans l'intérieur et à une distance de 200 mètres des bois, forêts, plantations, reboisements ainsi que des landes. L’écobuage est également interdit, ainsi que les feux de type méchouis et barbecues, à l’exception de ceux prévus dans des installations fixes (non situées sous couvert d'arbres) constituant une dépendance d'habitation,

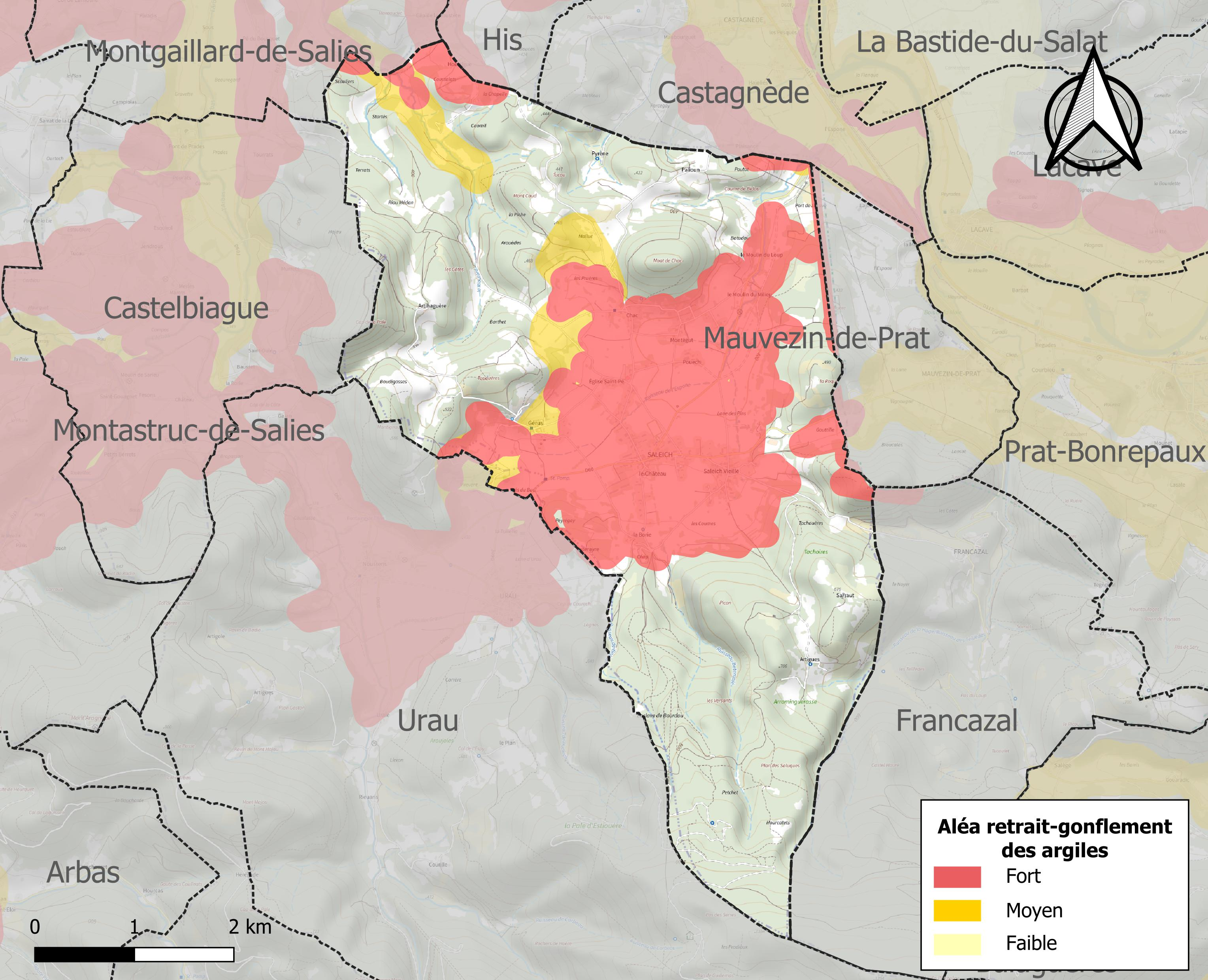
Carte des zones d'aléa retrait-gonflement des sols argileux de Saleich.

Le retrait-gonflement des sols argileux est susceptible d'engendrer des dommages importants aux bâtiments en cas d’alternance de périodes de sécheresse et de pluie. 36,5 % de la superficie communale est en aléa moyen ou fort (88,8 % au niveau départemental et 48,5 % au niveau national). Sur les 223 bâtiments dénombrés sur la commune en 2019, 207 sont en aléa moyen ou fort, soit 93 %, à comparer aux 98 % au niveau départemental et 54 % au niveau national. Une cartographie de l'exposition du territoire national au retrait gonflement des sols argileux est disponible sur le site du BRGM,.
Par ailleurs, afin de mieux appréhender le risque d’affaissement de terrain, l'inventaire national des cavités souterraines permet de localiser celles situées sur la commune.
Concernant les mouvements de terrains, la commune a été reconnue en état de catastrophe naturelle au titre des dommages causés par la sécheresse en 1989 et par des mouvements de terrain en 1999.

## Toponymie
Saleich, anciennement Sailheix puis Saleix ; peut-être de l'anthroponyme gallo-romain Salexus (le patrimoine des communes de la Haute-Garonne) ou bien Saleich est-il un antique Salisium Fundum, une propriété du Gallo-Romain Salisius ?

## Histoire

### Préhistoire
L'exploration et les fouilles effectuées au milieu et à la fin du XIXe siècle par les préhistoriens Henri Filhol en 1867, Félix Garrigou (bulletin de la société d'anthropologie de Paris de 1864 qui parle de l'étude de crânes et de mâchoires inférieures), l'abbé David Cau-Durban, René Jeannel en 1906, ou Jean Cazadessus dans les années 1920, révèlent que[réf. nécessaire] la grotte de Chac (~1,1 km à vol d'oiseau au nord se Saleich) et la grotte de Laspugue (1,6 km à vol d'oiseau au sud de Saleich) sont habitées dès le Magdalénien. La découverte de pièces de monnaie romaines dans la grotte de Chac démontre qu'elle est probablement utilisée jusqu'au début des temps historiques. Les haches en pierre polie, les poinçons en os, les os travaillés, les ossements cassés de ruminants et de carnassiers (il s'agit certainement d'hyène des cavernes), les parures et les nombreuses poteries grossières et tournées, retrouvés sur les lieux constituent une collection d'objets préhistoriques qui se trouve dispersée entre le Muséum de Toulouse, le musée de Saint-Gaudens et des collections privées.[réf. nécessaire]

### Antiquité
Des âges protohistoriques à la civilisation gallo-romaine, nul vestige connu ne permet de retracer le développement du village. Cependant, la présence importante d'autels votifs dans de nombreuses localités commingeoises et couseranaises, notamment à Arbas, Castelbiague et Montespan où étaient vénérés les dieux Xuban et Sexsarbor « six-arbres », Abellio célébré de Montauban-de-Luchon à Fabas, ou les déesses Ande à Caumont, Bélisama à Saint-Lizier, témoigne de l'occupation du territoire et de l'importance du culte de leurs divinités.
Occupé successivement par les Arrevacci ou Arrevaci venus d'Aragon, vers -500 ans, par les Volques Tectosages vers -300 ans, par les Romains vers -100 ans, Saleich fait partie du pays des Convènes (convenae, gens venus de divers lieux ou du latin con-venit, littéralement « peuples rassemblés », Pline l'Ancien dans son Historia Naturalis parle des Convènes comme rassemblés dans une ville), dont la capitale fondée par Pompée vers 70 av. J.-C. est Lugdunum Convenarum. De l'occupation romaine naitra le pays des neuf peuples, la Novempopulanie dont Convenae et Consoranni font partie. Du Ve siècle au Xe siècle, la région connait des invasions wisigothes, vasconnes, sarrasines et normandes. En 626, l'Aquitaine devient la Vasconia. À la fin du Xe siècle, le Comminges se détache de la Gascogne.

### Moyen Âge
Au Moyen Âge, la construction d'une petite église d'architecture romane est le signe d'une sédentarisation de la population qui se regroupe autour du village. Territorialement intégré au comté de Comminges, Saleich fait partie dès le XIIe siècle de la seigneurie d'Aspet qui devient au cours du Moyen Âge une puissante baronnie.
Les premiers écrits indiquant Saleich sont issus de documents d'archives de la commanderie des Templiers de Montsaunès. Un premier acte, daté de 1245, indique que les chevaliers de Montsaunès reçurent de Guilhem de Montégut, fils d'Alamande de Roquefort, le casal (analogue au manse) de Saleix Bielo et de Capsubra. Le second, rédigé en septembre 1254 au château de Salies, précise que Dodon comte de Comminges fait donation à ces mêmes Templiers, de tous ses droits sur un autre casal qu'il possédait à Saleix. (Charles Higounet, Histoire du Comminges - Marius Cante, Saleich Promenade dans le passé).
Blessé au siège d'Orléans en octobre 1428, Raymond Arnaud de Coarraze (1415-1462) se caractérise pour sa bravoure au combat, et par la bonté qu'il manifeste à la population de sa baronnie. Puissant et riche seigneur du haut Comminges et du Béarn, il possède d'importants fiefs à Aspet, Juzet d'Isault, Estadens dont il est le seigneur, à Port, Balagué, Montgauch et Saleich, ainsi qu'à Ganties, Pointis, Labarthe et Estancarbon. Il est le premier à rendre la baronnie d'Aspet héréditaire dans sa famille. Marié à Isabelle de Caylus de Castelnau, ils eurent une fille, Catherine de Coarraze (1430-1487). Catherine épousa en 1446 Mathieu de Foix-Comminges, qui fut le dernier comte de Comminges. De cette union naîtront trois filles dont une, Marguerite, épousa Antoine de Bonneval, Chambellan de Louis XI. La baronnie passe successivement aux maisons de Foix-Narbonne et de Foix-Lautrec, puis à la maison d'Albret. Elle est l'objet de multiples querelles, séquestres ou transactions.

### Époque moderne
Entre 1513 et 1521, à la mort du baron Gaston de Foix-Nemours, plusieurs prétendants cherchent à faire valoir leurs droits. La baronnie est alors placée "sous la main du roi", qui l'adjuge à Germaine de Foix. Or Germaine de Foix était alors l'épouse de Ferdinand le Catholique, roi d'Aragon (veuf d'Isabelle Ire de Castille). Germaine était peu intéressée par ses possessions en France et elle les cède en 1519 à Guillaume de Croy, seigneur de Chièvres. Mais en 1521, dès le décès du sire de Croy, le procureur du roi fait saisir la baronnie et François Ier la fait aussitôt passer dans une autre branche de la famille de Foix, la branche Lautrec.
En 1549, la baronnie passe à Henri II d'Albret, roi de Navarre, le plus proche parent de la baronne Claude de Foix-Lautrec, morte sans descendance.
En 1552, Henri II d'Albret, propriétaire de la forêt domaniale du massif de l'Estélas, autorise les paysans à y faire paître leurs troupeaux et à ramasser le bois mort pour construire et chauffer leurs fermes. Ce privilège fut confirmé en 1584 par Henri III de Navarre et en 1611 par Louis XIII.
Lorsqu'il accède au trône, Henri IV garde ses possessions personnelles. Ce n'est qu'en 1607 qu'il se résoudra à les rattacher à la couronne : Aspet figure au nombre des cinq baronnies incorporées. La baronnie se compose alors de 27 localités réparties en 15 consulats, à savoir : Aspet avec Girosp, Sengouagnet et Milhas, Alas avec Balagué, Arbas avec Herran et Fougaron, Bareille avec Montgauch, Castelbiague, Chein-dessus et dessous, Estadens avec Pujos et Cerciat, Ganties, Labarthe-Inard, Mauvezin, Montastruc, Pointis-Inard, Portet avec Couledoux et Razecueillé, Rouède, Saleich. Le roi est "seul seigneur" à Aspet, Castelbiague, Chein, Estadens, Mauvezin, Portet et Saleich ; il est en paréage à Alas-Balagué (avec Jean de Solan), à Arbas, Montastruc et Rouède (avec César de Tersac), à Ganties (avec Nicolas d'Encausse), à Labarthe-Inard (avec Saure de Coret), à Montgauch (avec le sieur de Bareilles), à Pointis-Inard (avec Gaudens de Saint-Jean) (La baronnie d'Aspet d'après Jacques Ducos).
Le château seigneurial, aujourd'hui en ruine, est habité par de grandes familles commingeoises et couserannaises notamment, en 1606, par Géraud Dequé, seigneur de Moncaup. Si messire de Moncaup était alors propriétaire du château, il ne pouvait pas se prévaloir du titre de « Seigneur de Saleich » exclusivement détenu jusque-là par les barons d'Aspet. En mars 1639, après que Louis XIII eut décidé la vente « par engagement » des domaines de la baronnie, la famille de Moncaup obtint le titre de seigneur de Saleich (1643-1667). En effet, le 1er mars 1643 Géraud Déqué de Moncaup acquit Affis et Mauvezin pour le compte de Jacques de Nostenx et Montastruc, Rouède, Arbas et Saint-Martin pour celui de Jacques de Tersac. Il garda pour lui Saleich dont il devint le seigneur. En 1667, par édit du mois d'avril le roi Louis XIV ordonne le rachat des dix-huit paroisses engagées en 1642 et 1643. Elles rentrèrent toutes dans le domaine royal. Mais par la suite, certaines furent vendues à nouveau (Castelbiague - Pointis-Inard - Alas Agert Balagué). D'autres restèrent en paréage avec le roi (Affis, Arbas, Ganties, Mauvezin, Montastruc et Rouède) ou restèrent définitivement sous la main du roi, seul seigneur (Aspet, Chein, Escaich, Estadens, Montgauch-Bareilles et Saleich).
Marguerite de Vendômois, fille de Philippe de Vendômois, seigneur de Taurignan, veuve de Géraud Déqué de Montcaup ( - 1648), seigneur de Saleich achète vers 1653 à Jean Louis de Martres, le château de Castelbon pour 14 000 livres par acte enregistré par l’abbé Samiac (dont le château de Castelbon possède une copie). François Déqué, fils de Géraud, devient seigneur de Montcaup, de Saleich et de Castelbon. Il épouse Anne de Mauléon en septembre 1663. Il décède sans postérité vers 1680. Philippe Déqué, frère de François Déqué, hérite de tous ses biens et devient seigneur de Montcaup, de Saleich, de Castelbon et de Francazal. Philippe avait épousé en 1670 Géraude d'Encausse, fille de Jean-Jacques d'Encausse, baron de Save, et de Claire de Qué de Montcaup, sa cousine. Philippe est officier dans les armées du roi, et ses biens sont gérés par son frère Joseph, abbé de Nizors. Philippe décède le 17 novembre 1718 et lègue tous ses biens et titres, à son cousin germain, Jean de Vendômois ( - 1746), seigneur de Poucharramet et de Castagnède (Histoire du château de Castelbon).
Il est à noter qu'un incendie endommage le château de Saleich en 1744, mais il paraît probable, que de l'acquisition du château de Castelbon vers 1653, à la vente de celui-ci en 1723 à la famille de François Joseph de Saint-Jean, la famille Déqué ait préféré le confort de ce dernier.

### Révolution et Empire
Le château de Saleich, quatre métairies, cinq moulins à eau et une tuilerie ainsi que l'ensemble des biens du dernier propriétaire, Henri Jean Joseph de Vendômois, lui-même ayant immigré, furent confisqués et vendus en l'an II et en l'an III de la République pour une somme de 201 260 livres.
En 1816, les communes de Castelbiague et Francazal sont rattachées pour un temps à la mairie de Saleich, représentées respectivement par S. Bréteil et F. Couret.
Par ordonnance du 26 juillet 1826, la commune de Saleich cède 4 hectares 54 ares à la commune de Balaguères ; la commune de Balaguères cède 37 hectares 9 ares à la commune de Saleich.
En 1829, Saleich compte 1 518 habitants dont 599 pour les hameaux d'Urau, Peyrégué, Courille, col de Hérégadé, Artigues, Noustenx et Urale. C'est en 1846 que la population est la plus importante avec 1 621 habitants. Sous l'Ancien Régime, la commune regroupe donc les localités de Saleich et Urau avec un habitat éclaté sur l'ensemble du site. La séparation de ces deux communes intervient en 1871.

### Langues et dialectes
Convène et consoranni partageaient la même langue : l'aquitanien ou aquitain. Cette langue était une forme ancienne du basque et un substrat de gascon. Cette langue originelle liée aux langues caucasiennes n'a pas survécu dans la plupart du territoire, dominée par les langues romanes comme le gascon, le languedocien, ou le catalan. Le basque actuel pourrait être une survivance de l'extension originale de la langue à l'époque romaine.

### La guerre des Demoiselles
Très intense de 1829 à 1832, la guerre des Demoiselles est un mouvement né dans le Couserans voisin, et est dû, entre autres, à l'application de la nouvelle réglementation forestière votée le 27 mai 1827 et appliquée en 1829. Son nom vient du fait que les paysans se déguisaient en femmes avec de longues chemises blanches, ou de peaux de moutons, de foulards, de perruques et le visage noirci. Dans la nuit du 10 au 11 mai 1830, une centaine de demoiselles attaquaient à coup de fusil la maison du garde de Saleich. Le garde répliqua et blessa mortellement un jeune assaillant de 20 ans.
Cette révolte est connue et entendue jusqu'à Paris, où dès 1830 se joue au Théâtre des Variétés "Le Drame des Demoiselles". Les dernières interventions des Demoiselles sont constatées dans le Massatois et la vallée de la Bellongue en mai 1866 et mai 1867, pour se terminer en 1872.

### Épidémie de choléra de 1854
La région n'échappa pas à l'épidémie de choléra qui a sévi à l'échelle mondiale de 1846 à 1861. Elle est généralement considérée comme la plus dévastatrice des grandes pandémies historiques. Du mois de septembre à la mi-novembre, Saleich déplora une centaine de décès.

### Chapelle Notre-Dame de Vallates
L'origine du sanctuaire est liée à un épisode de la troisième des Guerres de religion. Dans les derniers jours de juillet 1569, le lieu-dit "Argelès" situé entre Saleich et Urau, est le théâtre du passage des troupes protestantes de Gabriel de Lorges, comte de Montgommery à travers la région, venant du Lauragais en passant par les vallées de l'Ariège, de la Lèze, de l'Arize, courant au secours de Jeanne d'Albret, reine de Navarre, et chef politique du mouvement protestant. Les Huguenots s'attaquent aux petits villages et rançonnent les bourgs plus importants comme Daumazan, Montesquieu-Volvestre ou Rieux (Histoire des Diocèses de France).
Construite peu après à l'initiative d'un certain Vallates, un homme de guerre espagnol, la chapelle devient rapidement un foyer de dévotion mariale attirant une population importante lors des fêtes de la Vierge. La plus ancienne des cloches, parrainée par Anne de Mauléon et Jean François Dequé de Moncaup, est fondue en 1608. Quelques années plus tard, en 1623, l'évêque du Comminges, Gilles de Souvray (1614-1623) consacre l'autel. Fermée et mise en vente en 1791, la chapelle est restaurée et remise en service en 1812. Un calvaire est érigé dans l'enclos depuis 1848. De nos jours, elle reste un lieu de pèlerinage qui se déroule traditionnellement le 8 septembre, jour de fête de la Nativité de la Vierge (un bref apostolique du pape Grégoire XVI du 2 février 1831 accordait une indulgence plénière aux pèlerins visitant la chapelle la veille ou le jour du 8 septembre). À l’intérieur de la chapelle, la maquette d'un voilier offerte en guise d'ex-voto par un certain Perdigou, miraculeusement sauvé d'un naufrage dans le golfe du Mexique en 1856, est suspendue au centre de l'édifice à hauteur d’œil.
Dans la foulée de la bataille d'Argeles, les soldats huguenots, brûlent l'église de Pointis Inard, 50 à 60 maisons, tuant une quinzaine d'hommes, parmi lesquels le curé de la paroisse.
La ville de Saint-Gaudens est prise le 2 août. Les archives de la ville sont incendiées, l'église et le marché sont saccagés et pillés. Jacques II de Goyon de Matignon rend la ville aux catholiques peu de temps après.

### Église Saint-Pé
Au cours de son histoire, cette église a subi de nombreuses transformations, dont la dernière en date, réalisée en 1897-1898 par l'architecte Castex, lui a donné son aspect actuel. Son portail est le seul vestige de l'édifice de style gothique, construit au début du XVIe siècle, en lieu et place de la petite église romane primitive. Sa qualité architecturale est soulignée par Urbain de Sain-Gelais de Lansac (1580-1613), évêque du Comminges, et les consuls de la localité, dans un accord conclu le 13 octobre 1602, au sujet de la remise en état de l'église. Le portail à accolades possède un décor stylisé composés de choux frisés, de fleurons et de pinacles à niches. Le tympan représente le Christ entouré de saint Bertrand et saint Blaise patron des laboureurs, et de deux saints, l'un tenant l’encensoir, l'autre la harpe. Le clocher à trois cloches est restauré en 1776. À l’intérieur de l'église, la pierre tombale de la famille Déqué de Moncaup est visible derrière l'autel. Le tombeau de cette famille se trouvait jusqu'en 1897 au milieu de la nef. Elle fut déplacée à son emplacement actuel à cette période-là. Le portail du XVIe siècle est inscrit au titre des monuments historiques par arrêté du 09 novembre 1926.

### Source de Pyrène
Cette source au nom évocateur d'une déesse olympienne résume à elle seule les raisons et les étapes de l’émergence des stations thermales en Comminges. Elle est l'exemple de cette idée d'exploiter et de détourner l'utilisation des cours d'eau à des fins thermales. Portée par la vague du romantisme, 31 stations thermales se développent le long de la chaîne des Pyrénées au XIXe siècle.
À la suite des résultats d'analyses de l'eau effectués en 1852, le docteur Filhol décide d'exploiter la source. Émergeant à proximité de la commune, elle a été rapidement canalisée par un captage situé dans une fosse recouverte d'un kiosque de forme circulaire. À la fin de ce siècle, il présente à la commune un projet colossal pour la mise à profit de cette source. Autorisé par arrêté ministériel en 1876, le projet ne voit cependant pas le jour. Pour accompagner un centre thermal, il prévoit la construction de deux hôtels, d'un casino ainsi que la réalisation à la sortie de la ville d'un parc et d'un boulevard. L'ensemble devait être financé grâce à une souscription. Pour défendre son projet, le médecin a fait valoir les qualités des eaux qui étaient capables de "guérir les maladies du foie, de la vessie, des fièvres d'Afrique et des maladies syphilitiques".

## Politique et administration

### Administration municipale
Le nombre d'habitants au recensement de 2011 étant compris entre 100 et 499, le nombre de membres du conseil municipal pour l'élection de 2014 est de onze,.

### Rattachements administratifs et électoraux
Commune faisant partie de la huitième circonscription de la Haute-Garonne, de la communauté de communes Cagire-Garonne-Salat et du canton de Bagnères-de-Luchon (avant le redécoupage départemental de 2014, Saleich faisait partie de l'ex-canton de Salies-du-Salat et, avant le 1er janvier 2017, de la Communauté de communes du canton de Salies-du-Salat).

### Liste des maires
| Période                                  | Période  | Identité        | Étiquette | Qualité |
| ---------------------------------------- | -------- | --------------- | --------- | ------- |
| mars...                                  | ....     | René Duprat     |           |         |
| mars...                                  | ....     | Henri Junquet   |           |         |
| mars 2001                                | 2008     | Olivier Chaubet |           |         |
| mars 2008                                | 2014     | Jean Cante      |           |         |
| 2014                                     | En cours | Gilles Junquet  |           |         |
| Les données manquantes sont à compléter. |          |                 |           |         |

## Démographie
| 1793  | 1800  | 1806  | 1821  | 1831  | 1836  | 1841  | 1846  | 1851  |
| ----- | ----- | ----- | ----- | ----- | ----- | ----- | ----- | ----- |
| 1 174 | 1 172 | 1 153 | 1 362 | 1 439 | 1 578 | 1 517 | 1 621 | 1 562 |

| 1856  | 1861  | 1866 | 1872 | 1876 | 1881 | 1886 | 1891 | 1896 |
| ----- | ----- | ---- | ---- | ---- | ---- | ---- | ---- | ---- |
| 1 473 | 1 348 | 885  | 773  | 724  | 711  | 717  | 671  | 680  |

| 1901 | 1906 | 1911 | 1921 | 1926 | 1931 | 1936 | 1946 | 1954 |
| ---- | ---- | ---- | ---- | ---- | ---- | ---- | ---- | ---- |
| 676  | 622  | 585  | 529  | 530  | 502  | 487  | 436  | 374  |

| 1962 | 1968 | 1975 | 1982 | 1990 | 1999 | 2006 | 2011 | 2016 |
| ---- | ---- | ---- | ---- | ---- | ---- | ---- | ---- | ---- |
| 398  | 382  | 342  | 316  | 357  | 361  | 385  | 366  | 342  |

| 2021 | 2022 | - | - | - | - | - | - | - |
| ---- | ---- | - | - | - | - | - | - | - |
| 338  | 337  | - | - | - | - | - | - | - |

## Lieux et monuments
- Église Saint-Pé (portail d'entrée inscrit au titre des monuments historiques)
- Chapelle Notre-Dame de Vallates
- Vestige du manoir seigneurial (château du comte) ; peut-être construit sur un tumulus
- Château de l'Esterayre, château fort du XIIe siècle dont il ne subsiste que quelques ruines du mur d'enceinte (certainement détruit durant la croisade des Albigeois)
- Tachouères (496 m)
- La Roque (495 m)
- Mont de Chaq (519 m)
- Touquères (522 m)
- Montignous (606 m)
- Picon (670 m)
- Pré carré ou pré de la Pigasse (887 m - 929 m)
- Pas de Serres (1 166 m)
- Pic de l'Estélas (1 247 m)

## Personnalités liées à la commune
- Jehan de Buffelan, consul de Saleich, prête serment de fidélité à la baronne et seigneuresse d'Aspet, Claude de Foix-Lautrec, en 1543.
- Géraud Déqué de Moncaup, mort en 1648, seigneur de Saleich du 1 mars 1643 à l'an 1667.
- Jean Marc Anère "cadet", premier maire de la commune 1808-1815.
- Henri Filhol, paléontologue, spéléologue et zoologiste français, était à l'origine du projet d'exploitation de la source de Pyrène.
- Jean-Philippe Bec, né le 29 novembre 1968, est un compositeur et pianiste.

## Vie pratique

### Enseignement
Saleich compte une école primaire publique.

### Culture
- Salon du livre et de la peinture (avril)
- Anciennement fête de la Montagne
- Célébration du solstice d'été
- Fête locale du 15 août
- Marché de Noël

### Activités sportives

#### Randonnées

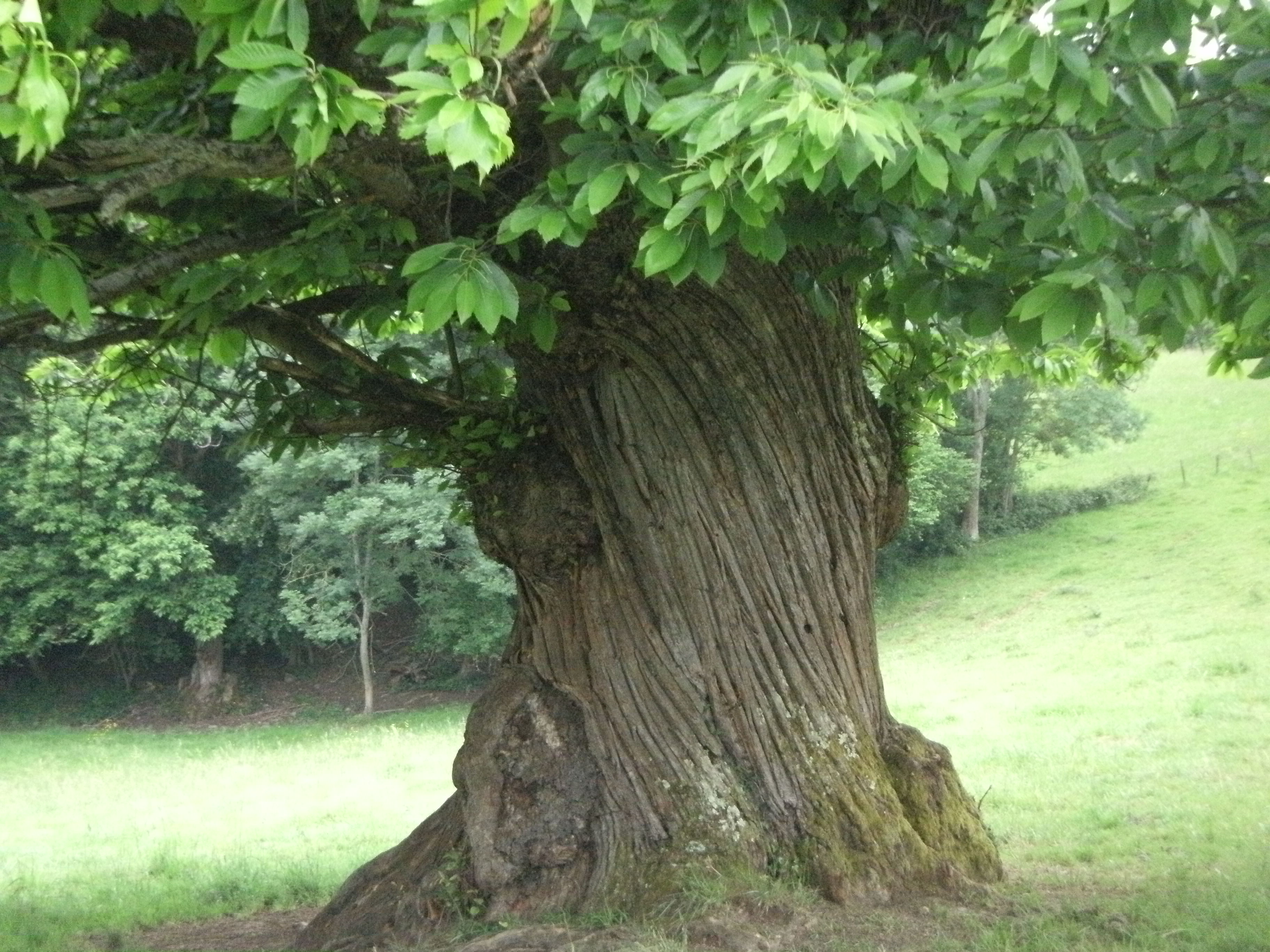
Arbre sur sentier de randonnée.

5 sentiers de randonnées ont été balisés en 2010. Randonnées, de 2 h à 5 h de marche et de 200 à 500 m de dénivelé positif, qui permettent de découvrir le plateau saleichois et pour certains qui emmène jusqu'au col d'Arbas et la Borne 110 ou à la grotte de Laspugues.
Un panneau d'information est visible devant le restaurant-épicerie de Saleich, mais aussi des topo-guides sont à la disposition des randonneurs à l'épicerie.

#### Spéléologie et plongée souterraine
La commune possède plusieurs cavités permettant la pratique de la spéléologie, ou de la plongée souterraine. Celles-ci sont fréquentées par les clubs de spéléologie régionaux et nationaux.
Grotte de Chaq, grotte du Batailh, grotte de Laspugues, gouffre de la batmale, gouffre de la Cascade, gouffre de la Pesso de Baile, gouffre du Mont de Chac (poudac), exploré par Marius Cante, puits de Hount Herredo, trou du noyer.

#### Football
Le football club saleichois a été relancé en 2015 après 20 ans sommeil et ne compte qu'une équipe senior.

### Écologie et recyclage
La déchetterie la plus proche se trouve à Mane au lieudit « Les Espiades », Chemin des Isles.

## Pour approfondir